# Allardt
Allardt es una ciudad ubicada en el condado de Fentress en el estado estadounidense de Tennessee. En el Censo de 2010 tenía una población de 634 habitantes y una densidad poblacional de 62,8 personas por km².

## Geografía
Allardt se encuentra ubicada en las coordenadas 36°22′50″N 84°52′52″O / 36.38056, -84.88111. Según la Oficina del Censo de los Estados Unidos, Allardt tiene una superficie total de 10.1 km², de la cual 10.1 km² corresponden a tierra firme y (0%) 0 km² es agua.

## Demografía
Según el censo de 2010, había 634 personas residiendo en Allardt. La densidad de población era de 62,8 hab./km². De los 634 habitantes, Allardt estaba compuesto por el 99.68% blancos, el 0% eran afroamericanos, el 0% eran amerindios, el 0% eran asiáticos, el 0% eran isleños del Pacífico, el 0% eran de otras razas y el 0.32% pertenecían a dos o más razas. Del total de la población el 0.16% eran hispanos o latinos de cualquier raza.